# 萨利·萨伦伯格
切斯利·伯内特·“萨利”·萨伦伯格三世（英語：Chesley Burnett "Sully" Sullenberger, III，1951年1月23日—  ） 是一名已退役的機長，前美国空军飞行员、美國常駐國際民用航空組織代表、CBS新聞航空安全嘉宾，航空安全专家，航空事故调查员，畅销书作者和演讲家。他在2009年1月15日操控受到加拿大雁撞击而导致双发动机均失效的全美航空1549號班機迫降于纽约曼哈頓的哈德遜河上，机上155名乘客和机组人员均生还，因此被美国人称作“國家英雄”。
他在1969年进入美国空军学院，1980年成为民航飞行员，曾在1549号班机事故中的出色表现获颁纽约“城市钥匙”等荣誉。在度过了30年的商业飞行员生涯后，他在2010年3月3日从全美航空退休。之后被CBS新闻雇佣为航空安全专家。
他在2009年《时代》杂志评选的“时代百大英雄与时代象征”中排名第二。
2021年6月15日，美国总统乔·拜登宣布提名萨伦伯格担任美国驻国际民用航空组织（ICAO）的大使级别代表。2021年12月2日，美国参议院无异议通过萨伦伯格的提名。

## 早年
萨伦伯格出生在美国德克萨斯州丹尼森，他的父亲苏伦伯格（Sollenberger）是一名牙医，曾经在美国海军服役。母亲是一名小学教师。他有一名姐姐，玛丽·威尔逊（Mary Wilson）。他在丹尼森郊外的汉纳路（Hanna Drive）上长大。萨伦伯格在童年就制作飞机模型和航空母舰模型，他在观看附近佩兰空军机场的喷射戰鬥机后逐渐坚定了他长大后做飞行员的想法。他在11岁时第一次坐飞机，机型是康维尔440。他进入丹尼森当地的学校，在每门学科中都名列前茅。在12岁的时候，他的智商被认为足够高来加入门萨国际。在中学，他是拉丁语社的社长，首席笛手，以及荣誉学生。在1969年他从丹尼森中学毕业，毕业成绩在班上排名前列。
在1967年，萨伦伯格16岁的时候，他在家附近的舍尔曼草地机场（a grass airstrip in Sherman，如今為謝爾曼市機場）上跟随曾担任过联邦政府民用飞行员训练项目的飞行教员库克（l.t. Cook jr.）学会了如何驾驶螺旋桨式阿尔卡7DC型飞机。1968年10月，在他飞行70小时后，他通过了美国联邦航空局的考核而取得了私人驾驶执照。之后他还驾驶过塞斯纳150型飞机。 
萨伦伯格除了在美国空军学院获得的理學士之外，还拥有普渡大學工業與組織心理學硕士学位和北科罗拉多大学的公共行政学专业的硕士学位。

## 空軍生涯

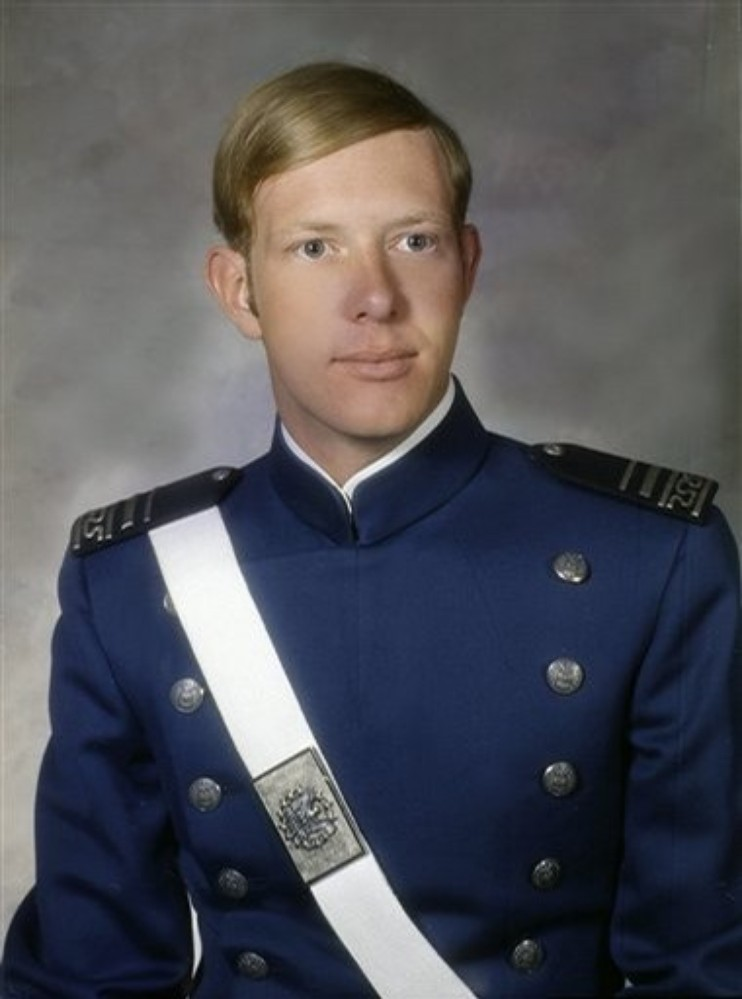
1973年美國空軍學院萨伦伯格毕业照

萨伦伯格在1969年通过了入學测试而进入了科罗拉多州的美国空军学院。大一时他第一次登上了一架军用飞机，洛克希德T33。他还与其他十几名学生在大一报名学习驾驶滑翔机。在那一年的年末，他拿到了飞行教员资格，开始指导其他学员。1973年6月6日，他作为一名班上的“顶级飞行员”，“杰出飞行技术学员”毕业，获颁飞行技艺奖，获得理学士学位。几周后他报名参加了普渡大學的面向军校毕业生的联合硕士速成项目，获得了工業與組織心理學的理科硕士学位。
萨伦伯格结束在普渡大学的学习后被空军送到了密西西比州接受一年的“本科飞行员训练”（Undergraduate Pilot Training），驾驶了赛斯纳 T-37和世界上首架超音速噴射式教练机诺斯罗普 T-38“禽爪”，之后他又前往霍洛曼空军基地驾驶Y-38进行“战斗机引入训练”（Fighter Lead-in training）。后来他于1975到1980年期间驾驶F-4幽靈II戰鬥機。他随后晋升为一名飞行编队长和教官，军衔为上尉，他还拥有在欧洲、太平洋的经历，还在一次紅旗演習中作为蓝军任務指揮官。在他的空军时期，他是一名航空器事故调查委员会成员。最终他认为自己“必须选择远离飞行的发展路径来获得晋升”，以及空军预算缩减导致飞行次数减少的原因，于1980年2月13日从空军退役。

## 航空生涯
萨伦伯格在1980年开始为太平洋西南航空工作，1988年其被全美航空兼并，萨伦伯格继续为全美航空效力，至2010年结束职业生涯。他总计拥有超过40年，20000小时的飞行经验。2007年，萨伦伯格创立了一家名为“安全与可靠性之路”（Safety Reliability Methods, Inc.）的顾问咨询公司。这家公司提供战略和技术指导，鼓励其他行业效仿航空业中的检查单制度，帮助客户增强组织的安全性、表现和可靠性。
萨伦伯格参与了由美国空军或是美國國家運輸安全委員會（NTSB）主导的一些航空事故调查，如太平洋西南航空1771號班機空難和全美航空1493號班機空難。他对1493号班机空难的事故调查被认为“促进了航空公司程序和紧急撤离程序的进步”，曾与美国国家航空航天局的科学家就航空界的差错控制共同著文。他也是一名航空公司飞行员协会教员，航空安全主席，事故调查员和国家技术委员会成员。他对国际民航组织和国际飞行员协会（ALPA）的安全工作对一份美国联邦航空管理局咨询通告起着进步作用。他也对機員資源管理课程的实施和发展有着贡献。这门课程被全美航空所采用。他向数以百计的机组成员教授了这一课程。
萨伦伯格也曾学习如何使机组成员在危机下发挥最大作用的心理学。他持有单引擎和双引擎飞机的航空公司飞行员运输证书，滑翔机的商业飞行员执照，单发、多发飞机、滑翔机以及飞行仪表的飞行教员证书。
2007年5月29日至31日，萨伦伯格被邀请在法国多維爾举行的“优秀可靠性组织”（High Reliability Organizations）国际会议中在航空以及病患药物安全两个小组的专题讨论会上做演讲，讨论如何能将航空安全上的努力成果转化到其他行业。

### 1549号班机

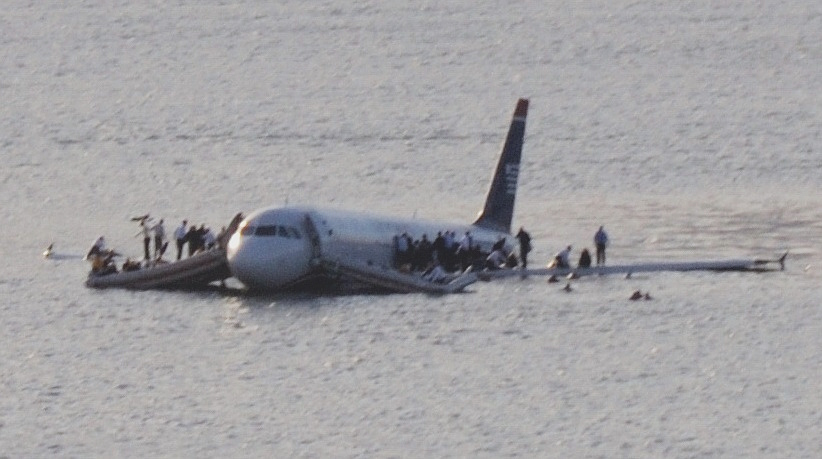
在哈德逊河上漂浮的全美航空1549号班机

2009年1月15日，萨伦伯格担任一架执行从纽约拉瓜地亞機場飞往夏洛特道格拉斯國際機場飞行任务的空中客车A320-214的機長。航班编号为全美航空1549號班機，星空联盟代码共享为联合航空1919号班机。航班的副驾驶是杰夫瑞·斯基尔斯（Jeffrey Skiles），他刚刚改飞空客A320。15时25分，航班从拉瓜地亞機場4号跑道起飞。
15时27分10秒，起飞后不到两分钟的时间，萨伦伯格发现飞机的前方有鸟群。不到1秒内，航班的两个发动机遭到鸟击，致使两个发动机均失效，乘客称当时飞机如同图书馆一般安静，飞机向前的动力似乎消失了。27分21秒，萨伦伯格直接启动了飞机的辅助动力装置。一秒后，萨伦伯格取得了飞机的操纵权，要求副驾驶执行双发停车检查单。随后萨伦伯格发出Mayday信号并与纽约终端雷达控制的航空管制員帕特里克·哈尔腾（Patrick Harten）讨论返回拉瓜地亞機場以及在新泽西州的泰特伯勒机场降落的可行性。很快萨伦伯格判断两者都不可行，并认为迫降在哈德遜河上才能让所有人的存活几率最大。他与副驾驶在此期间尝试重新启动发动机但未成功，双发动机已经永久失效，在通过大约1000英尺高度的时候他向机舱广播“我是机长，防撞姿势！”。30分17秒，萨伦伯格放下两档襟翼。30分43秒，飞行记录仪停止记录。
萨伦伯格操纵飞机以125节，接近失速的速度撞击河面，机上乘客称撞击力度如同“龙卷风一般”。飞机在水面滑行了一段距离后开始漂浮。在撞击后飞机的貨舱门撞开，摄氏0℃的河水涌入。萨伦伯格在飞机停下不到几秒钟打开驾驶舱门给出撤离的指示，所有乘客撤离飞机后萨伦伯格在客舱内来回巡视两次以确保乘客全部疏散，回到驾驶舱拿回自己的大衣和飞机维修记录本，最后一个撤离飞机。由于萨伦伯格选择的迫降地点在水路运输繁忙的“无畏号”海洋航空航天博物馆以及威霍肯皇家港口的附近，附近的船只最快在撞击不到4分钟后投入救援，总计7艘渡轮投入营救。萨伦伯格最后一个撤离救生筏。晚些时刻，所有乘客和机组人员被确认生还，155人中仅有5人伤势较重。
萨伦伯格在失去动力后迅速启动了辅助动力装置从而避免仪表停止显示，判断形势后迅速做出迫降哈德逊河的决定，在下降过程中保持飞机速度在理想速度附近，使用与民航业有限的水上迫降指导材料相一致的二档襟翼，以及撞击水面时保持合适的攻角确保了飞机结构的完整性。虽然后续的调查也显示由于未能完成设计不尽合理的检查单，萨伦伯格没能按下为A320水上迫降而设计的封闭通气孔的按钮，以及飞机在最后时刻的速度低于“最低可选速度”（Vls）约15节。但他在不足4分钟内做出的正确决定使得1549号航班全体乘员生还。NTSB在模拟飞行时发现，在考虑到实际所需判断时间的情况下再返回跑道是不可能的，且会使曼哈顿地面上密集的人群陷入危险之中。
NTSB在事故调查报告中总结道：“在事故期间，飞行机组人员的专业水准和他们优秀的机组资源管理，使得他们对飞机的控制达到在这种情况下最优良的性能，操纵飞机做了一次具有撞击后生存率增加的进近”。
这名被朋友称作“羞涩和沉默”的机长因在紧急情况下的镇静的处理方式而名声大噪。紐約市市長迈克尔·布隆伯格曾称他为“冷酷机长”并赞扬其表现。萨伦伯格在事故后几周被认为一直有創傷後壓力症候群，症状包括失眠和幻觉重现，状况在他同年2月份接受《人物》的采访时有所改善。在CBS一档名为《60分鐘》的采访中，他说到“那是我所体验过的最令我感到不适的一段时间，心窝直往下坠”。在同新闻主播凱蒂·庫瑞克谈话时，他说“这就好比我在42年间经常的在我的经验银行裡存入一笔微小的经验，知识亦或是受训历程，在1月15日我已经有了足够的存款，因此我可以提出极其丰富的财富。”

### 盛名之下

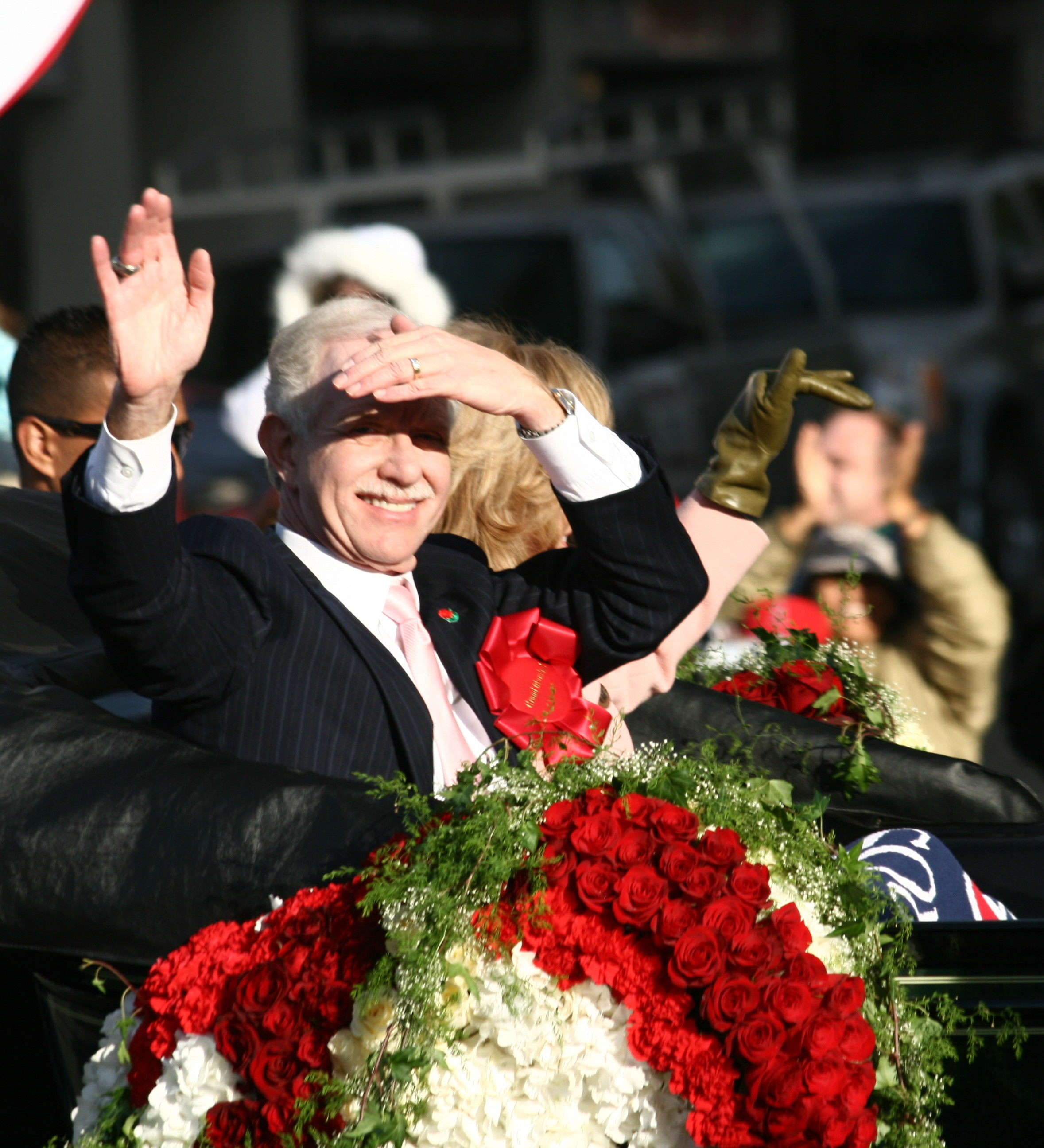
萨伦伯格在2010年的新年玫瑰花车游行上

距离任仅有数天的时任美国总统乔治·沃克·布什致电萨伦伯格来感谢他拯救了乘客的生命，当时的当选美国总统贝拉克·奥巴马也致电来邀请萨伦伯格以及全体机组人员参加2009年美國總統就職典禮。2009年1月16日，美国参议院通过了一份决议来表彰萨伦伯格、副机长杰夫·斯基尔斯、客舱乘务员多琳·威尔士（Doreen Welsh）、希拉·戴尔（Sheila Dail）和唐娜·登特（Donna Dent）、乘客和急救人员。1月26日，美国众议院通过了一份相似的决议以赞许其表现。
他被英国航空联盟授予奠基者奖章。1月22日，他和全美航空1549号班机机组的其余人员被飞行员与领航员行业协会授予大师奖章。1月24日，丹维尔为萨伦伯格举行了一个典礼，他在典礼上也被授予包括丹维尔“城镇钥匙”在内的奖项。他也被授予丹维尔荣誉警员的称号。他被授予水上飛機飛行員協會终身荣誉会员。7月，他回到了他的母校美国空军学院，并获颁了贾巴拉飞行技术奖，观看了阅兵以及被安排飞了一次滑翔机。9月，他与斯基尔斯一起出任EAA计划的副主席。在2010年11月，萨伦伯格被授予法國榮譽軍團勳章。
2009年2月1日，萨伦伯格夫妇一同與当次班机其他机组，受国家美式足球联盟邀请参加第四十三届超级碗赛前庆祝仪式。萨伦伯格为舊金山巨人掷出了美国职棒2009赛季的首掷。他的运动衫的号码是155号，象征着1549号航班上的155人。他后来也为奥克兰运动家和纽约洋基投了开赛球，他也在2009年7月14日在圣路易斯参加2009年美国职棒大联盟全明星赛开赛之前的红毯走秀。他被选为于帕萨迪纳举行的2010年帕萨迪纳玫瑰花车游行的游行大礼官。
2009年1月24日，萨伦伯格在美国众议院公共交通和基础设施委员会的航空小组委员会上作证，指出他的薪水被缩减了四成，他的退休金同大部分航空公司的退休金计划一样被替换为几乎不值钱的养老金待遇担保公司的担保。萨伦伯格做出警告称航空公司正在采取紧缩政策，迫于压力不得不招募缺乏经验的飞行员，有经验的驾驶员拒绝如此低薪的工作，部分运输公司甚至雇佣只有数百小时经验的飞行员。他还强调“在保障航空安全上，没有什么可以轻易替代经验。”

## 退役后生活

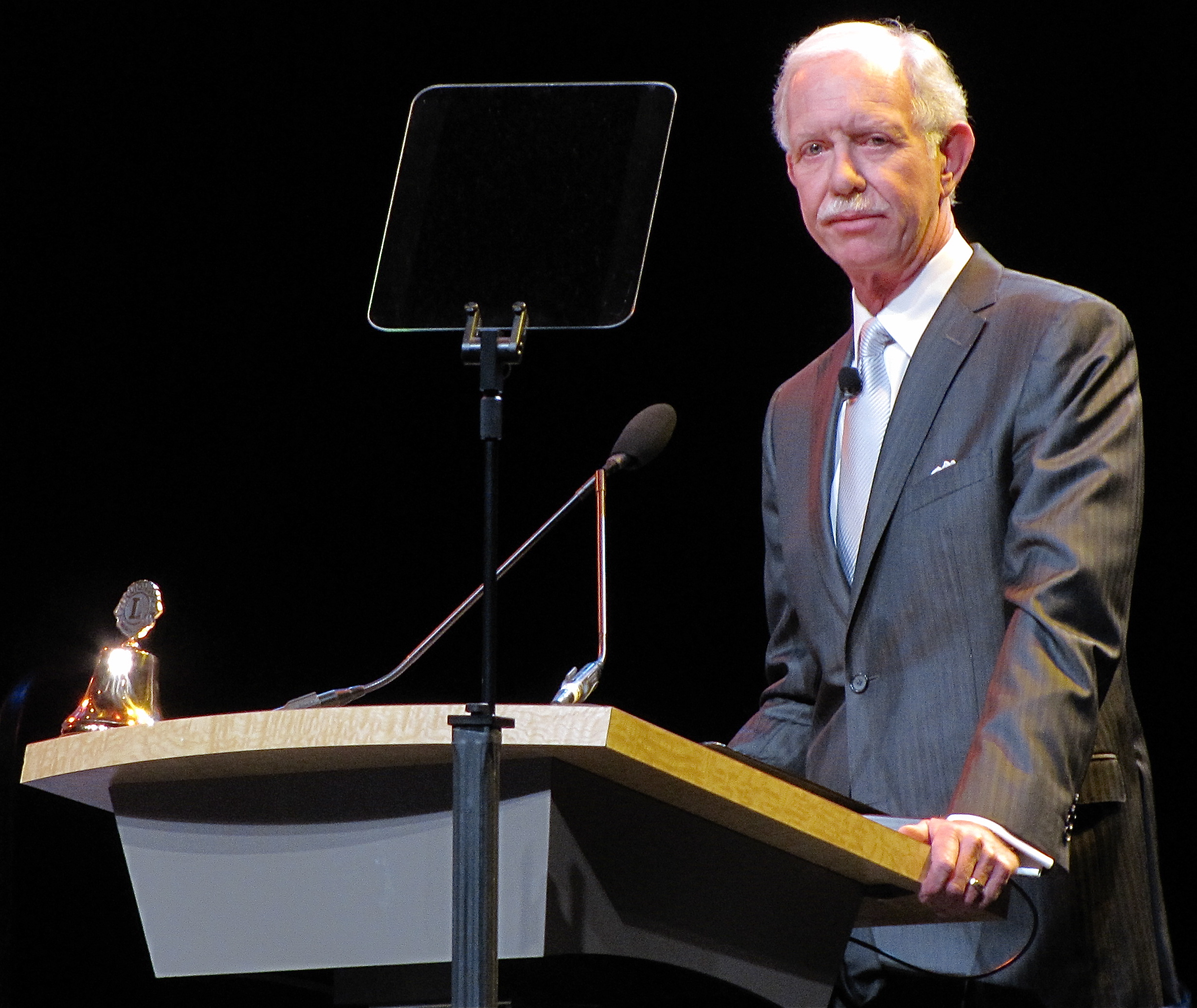
萨伦伯格2010年在悉尼LIONS国际大会

在为全美航空及其前身工作30年后，萨伦伯格于2010年3月3日退役。他执飞的最后一班航班是全美航空1167号班机，从佛罗里达的劳德代尔堡起飞前往北卡羅來納州的夏洛特。他与当年同他操纵飞机迫降哈德逊河的副机长杰夫·斯基尔斯驾驶，机上还有6名当年的乘客。萨伦伯格表示他对航空安全的倡导和飞行的热爱将会一直延续下去。
2010年12月，萨伦伯格被授予法国国家荣誉军团军官勋位。
同时，萨伦伯格也继续演讲生涯，时常在各种教育机构、企业、与非营利组织举办的论坛上讨论例如航空安全、高性能系统改进、领导力文化、风险和危机管理等话题。2011年，他在达沃斯世界经济论坛与瑞士经济论坛上发表了演讲。
2011年11月18日， 作为一个资金筹集计划的一部分，萨伦伯格飞往位于夏洛特的卡罗来纳州航天博物馆，当年上演哈德逊河奇迹的空巴A320在那里展出，他也在事故后第一次进入飞机。
萨伦伯格在退役后作了多次关于机遇挑战和团队合作等话题的演讲，包括2010年7月在狮子会国际年度会议上演讲，称自己只是“非常状况下的普通人”。以及在2011年的世界经济论坛上力劝政治和商界领导要注重长远的利益。
萨伦伯格在事故后撰写的回忆录《最高职责》登上了紐約時報暢銷書榜，这本书后来被翻译成中文发售。萨伦伯格撰写的第二本书是《做出改变：美国领导人勇气和眼界的故事》（Making a Difference: Stories of Vision and Courage from America's Leaders），内容有关领导能力，于2012年5月15日发售。
CBS新聞以航空和飞安专家的名义雇佣了萨伦伯格。萨伦伯格在电视节目中发表了自己对包括马来西亚航空370号班机空难和德国之翼航空9525号班机空难在内的飞行事故的看法。

## 个人生活
萨伦伯格与健康专家以及电视明星蘿琳·“罗莉”·萨伦伯格结婚（Lorraine "Lorrie" Sullenberger），他们有两个养女，凯特（Kate）和凯莉（Kelly）。萨伦伯格一家定居在加利福尼亚州丹维尔。他是一名跑步爱好者。他没有支持某个政党的意愿。
萨伦伯格积极参与志愿事业，他是美国红十字会的支持者，在2010年他作为圣裘德儿童研究医院的代言人参与了一档电视广告的录制。

## 流行文化
滑稽演员、电台主持人加里森·凯勒尔为2009年播出的喜剧《牧场之家好做伴》写了一首《飞行员之歌：给切斯利·萨伦伯格三世的民谣》（Pilot Song: The Ballad of Chesley Sullenberger III）。2011年音乐团体College的歌曲《真正的英雄》（A Real Hero）被选作电影《亡命驾驶》的片尾曲，歌词中有提到萨伦伯格和1549号航班的内容。
萨伦伯格在2012年1月8日播出的的《特工老爹》“不勇敢的那一个”一集中展现了他充满活力的一面。
一种鸡尾酒被命名为“萨利”（Sully）来表达对萨伦伯格的敬意，一杯“萨利”包括两小杯灰雁伏特加和一些水。
在2011年3月14日首播的航空事故纪录片《空中浩劫》里他由演员克里斯·布里顿在情景重建中扮演。
2015年，导演克林特·伊斯特伍德围绕萨伦伯格当年的水上迫降拍摄了电影《薩利機長：哈德遜奇蹟》，于2016年9月2日在北美上映。萨伦伯格机长由汤姆·汉克斯扮演。